# Alles oder nichts (Quizsendung)
Alles oder nichts war eine Quizsendung der ARD, die von 1958 bis 1988 gesendet wurde.

## Geschichte
Das Fernsehquiz wurde erstmals 1956 im Vorabendprogramm des Deutschen Fernsehens (nur im Bereich des Bayerischen Rundfunks) ausgestrahlt, ab 1958 dann im ARD-Hauptabendprogramm.
Moderatoren der Show waren
- Heinrich Fischer
- Wolf Schmidt
- Georg Böse
- Erich Helmensdorfer (1967–1972, insgesamt 61 Mal)
- Andreas Grasmüller
- Günther Schramm (1973–1981)
- Max Schautzer (1982–1988)
- Waldemar Hartmann (2001, einzelne Pilotfolge für mögliche Neuauflage)

## Spielverlauf
Mehrere Kandidaten traten nacheinander in jeder Sendung auf, um sich – jeder für sich allein spielend – vom Quizmaster zu einem selbst gewählten „Spezialgebiet“ befragen zu lassen. Dieses Thema konnte einem beliebigen Wissensgebiet entstammen. In jeder Sendung kamen so viele Gebiete zur Sprache, wie Kandidaten auftraten (in der Regel 3, seltener 2 oder 4). Mal ging es um allgemein bekannte Themen wie Mozart oder Schiller, Sport (Fußball, Olympische Spiele), mal um der Allgemeinheit weniger vertraute Gebiete wie spezielle Insekten- und Edelsteinarten. Jede Sendung konstituierte insoweit eine Themen-Mischung.
Gespielt wurde um maximal 8000 DM in mehreren Runden. In der ersten Runde konnte der Kandidat 50 DM gewinnen und musste dafür nur eine oder zwei leichte Fragen seines „Spezialgebiets“ beantworten. War die Runde erfolgreich bewältigt, durfte er entscheiden, ob er sich mit diesem Betrag zufriedengibt oder in der nächsten Sendung eine Runde weiter kommen wolle. Die nächsten Schritte waren 125 DM, 250 DM, 500 DM, 1000 DM, 2000 DM, 4000 DM und zuletzt 8000 DM. In jeder Runde musste der Kandidat mehr und komplexere Fragen beantworten, um weiter zu kommen.
In der Endrunde um 8000 DM wurde der Kandidat seit den 1970er Jahren in eine schalldichte Kabine gesetzt, musste über 30 Fragen zu seinem Gebiet beantworten und füllte damit fast die gesamte Sendezeit; neben einem 8.000-DM-Kandidaten hatte stets nur noch ein Neueinsteiger Platz. Viele Kandidaten brachten es aber nicht so weit, sondern stiegen vorher freiwillig aus. Dass ein Kandidat wegen unzureichenden Wissens eine Runde nicht bestand, kam selten vor.
Bis zur Einführung des Farbfernsehens in Deutschland (August 1967) wurde Alles oder nichts als Aufzeichnung gesendet, dann auf Farbe umgestellt und live ausgestrahlt.

## Rezeption
Die Show basiert auf dem US-Format The $64,000 Question, die der Sender CBS 1955 startete. Infolge der Auswirkungen des Quizshow-Skandals wurde das Format in den USA abgesetzt, die Programmverantwortlichen und der Moderator entlassen. 1976 kam es zu einer Neuauflage.
Zur Zeit seiner Ausstrahlung erzielte das Quiz in Deutschland hohe Einschaltquoten und war sehr beliebt. In der TV-Generation 2005, in der es bei Günther Jauch im Multiple-Choice-Verfahren bis zu eine Million Euro zu gewinnen gibt, sind Aufwand und Ertrag bei einigen Zuschauern, die zu einer Reminiszenz-Sendung befragt worden sind, als unverhältnismäßig und der Examinierstil als trocken empfunden worden.

## Nachfolger
Eine Art Remake der Show Alles oder nichts gab es mit der vom ZDF in den Jahren 1998 bis 2002 produzierten Quizshow Risiko!, die auf dem gleichen Showkonzept basierte.
Der Titel der von Hugo Egon Balder und Hella von Sinnen moderierten RTL-Show Alles nichts oder?! spielt auf den Titel der Sendung an, weist aber keine inhaltlichen Gemeinsamkeiten auf.